# دوريس جونز (لاعبة كرة قاعدة)
دوريس جونز (بالإنجليزية: Doris Jones)‏ هي لاعب كرة قاعدة أمريكية، ولدت في 1924.